# Gasthaus Adler (Gestratz)

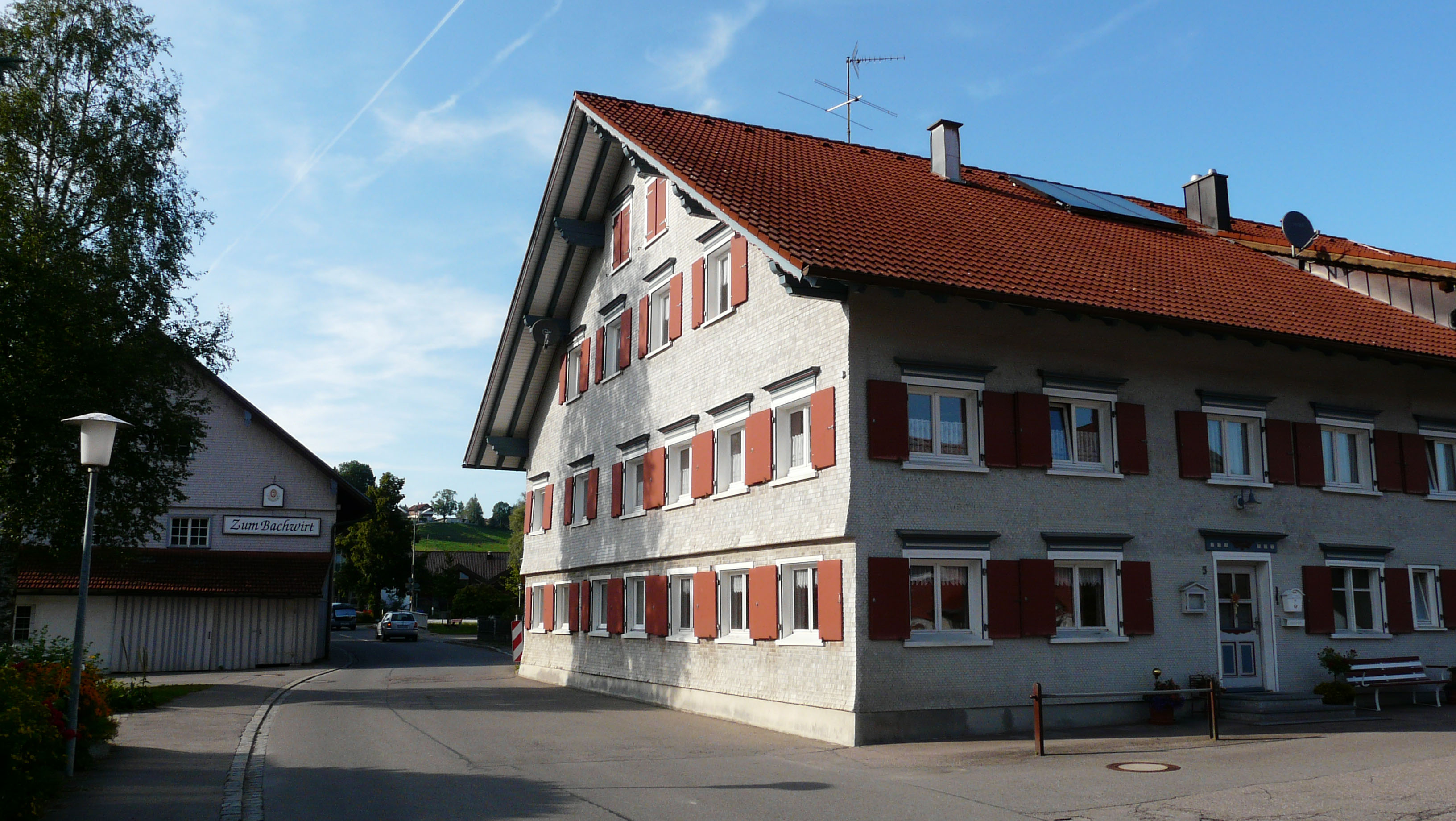
Gasthaus Adler in Gestratz

Das Gasthaus Adler in Gestratz, einer Gemeinde im Landkreis Lindau (Bodensee) im bayerischen Regierungsbezirk Schwaben, wurde im Kern im 18. Jahrhundert errichtet. Das Gasthaus an der Grünenbacher Straße 5 ist ein geschütztes Baudenkmal.
Der giebelständige, verschindelte Satteldachbau ist am Türsturz mit der Jahreszahl 1893 bezeichnet. Das Gebäude gehört zum Ensemble Gestratz, dem historischen Ortskern des Dorfes.